# Gérard Grignon
Gérard Grignon (* 16. April 1943 in Saint-Pierre) ist ein französischer Politiker.

## Biographie
Grignon wurde zur Parlamentswahl 1986 im Wahlkreis Saint-Pierre und Miquelon zum ersten Mal in die französische Nationalversammlung gewählt, wo er für die UDF einzog. Er wurde dann bei den Parlamentswahlen 1988, 1993, 1997 und 2002 wiedergewählt. Bei der Parlamentswahl 2007 setzte sich Annick Girardin gegen ihn durch, womit er aus dem Parlament ausschied.
Anfang der 1990er Jahre eskalierten Konflikte zwischen französischen und kanadischen Kabeljaufischern um die Fischereizonen. Ein Tribunal entschied die ausschließliche Wirtschaftszone von Saint-Pierre und Miquelon zu reduzieren und die kanadische Regierung beschloss ein Moratorium auf den Fang von Kabeljau. Aus Protest dagegen entschließen sich lokale Fischer in den kanadischen Gewässern zu fischen. Dies wird von den lokalen Abgeordneten unterstützt, worauf Gérard Grignon und dem Senator Albert Pen vor einem kanadischen Gericht in Neufundland ein Bußgeld von 15.000 kanadischen Dollar erteilt wird.
Von 2010 bis 2015 saß er im Conseil économique, social et environmental.